# Escritura cortesana

Das Alphabet in escritura cortesana und in escritura procesal

Die escritura cortesana [eskri'tura korte'sana, = span. für „höfische Schreibschrift“], auch letra cortesana ['letra korte'sana], ist eine Schreibschrift, die Ende des 15. sowie zu Beginn des 16. Jahrhunderts am kastilisch-leonesischen Hof verwendet worden ist. Daher leitet sich auch ihr Name ab (cortesa = span. für „höfisch“), der durch die Benutzer selbst geprägt worden ist. Viele Dokumente der Katholischen Könige sind in escritura cortesana verfasst worden. Sie ist ein Untersuchungsgegenstand der spanischen Paläografie. Aus ihr entwickelte sich später die escritura procesal, die noch bis Ende des 16. Jahrhunderts verwendet worden ist.

## Zeitliche und geografische Einordnung
Die escritura cortesana entwickelte sich aus der escritura de albalaes, der bis weit ins 15. Jahrhundert vorherrschenden Schreibschrift in Spanien. Sie basiert so wie alle anderen spanischen Schriftarten auf der romanischen Schrift, die durch griechische Elemente beeinflusst worden ist. Die Anfänge der escritura cortesana werden auf die zweite Hälfte des 15. Jahrhunderts datiert, Jesús Muñoz y Rivero sieht ihre Anfänge sogar bereits im 14. Jahrhundert und verortet sie noch bis ins 17. Jahrhundert hinein. Die Schreibschrift hat eine sehr kurze Lebensdauer, insgesamt weniger als ein Jahrhundert. Bis Mitte des 16. Jahrhunderts ist sie bereits vollständig durch die escritura procesal ersetzt, einer Weiterentwicklung der escritura cortesana selbst. Zu dieser Zeit entwickelten sich zwei weitere Schriftarten in Spanien: Die escritura redonda wurde hauptsächlich zum Verfassen von Büchern genutzt, während die escritura cancelleresca für den kurialen, alltäglichen und kommunikativen Gebrauch gedacht war. Beide trugen schließlich zur Verdrängung der cortesana bei. Im Gegensatz zu ihrer kurzen Verwendungsdauer existiert in den Archiven eine verhältnismäßig große Anzahl an Dokumenten, die in escritura cortesana geschrieben worden sind.
Mit Anweisung vom 7. Juni 1503 wurde festgelegt, dass für jedes Blatt, das eng in escritura cortesana geschrieben worden war, zehn Maravedis gezahlt werden. Damit sollte dem entgegengewirkt werden, dass die Schreiber ihre Dokumente zunehmend in einer unleserlicheren escritura procesal abfassten und die Wörter auch immer größer und ausschweifender schrieben. Da damals nach Seiten bezahlt wurde, sollte mit dieser Methode eine höhere Seitenanzahl und somit auch ein höheres Honorar erreicht werden. Der Beschluss sollte dieser Entwicklung entgegenwirken, konnte aber letztlich nichts dagegen tun, dass sich die procesal gegen die cortesana durchsetzte.

## Gebrauch
Verwendet worden ist die höfische Schreibschrift am kastilisch-leonesischen Hof. In ihr wurden von speziell dafür ausgebildeten Schreibern Dokumente, insbesondere Briefe und Beschlüsse, in den Sekretariaten der Könige, Räte und Kanzleien abgefasst.

## Schriftbild

### Allgemein
Die cortesana ist durch ein rundes, enges, dichtes, kleines, ungleichmäßiges, vernetztes und schwer lesbares Schriftbild gekennzeichnet. Sie wird den Kursivschriften zugeordnet. Allgemein gilt sie als sehr schwer zu lesen. Zur Zeit der Katholischen Könige war sie aber besser lesbar, da sie bis dahin einige Elemente der leichter entzifferbaren escritura bastarda übernommen hatte. Das Schriftbild erinnert in weiten Teilen sehr an die escritura de albalaes, aus der sich die escritura cortesana entwickelt hat. Es unterscheidet sich von ihr aber insbesondere in der Rundlichkeit ihrer Buchstaben. Sie ist in der Hinsicht vom typischen lateinischen Schriftbild verschieden, als dass insbesondere die langen und kurzen Längen einiger Buchstaben zusätzlich erweitert worden sind. So kommt es bei Konsonanten häufig dazu, dass die Unterlängen über die linke Seite des Buchstabens von unten bis über den Buchstaben nach rechts verlängert und schließlich mit dem anschließenden Buchstaben verbunden werden. Ähnlich verhält es sich beim At (@), allerdings in umgekehrter und spiegelverkehrter Richtung. Von dieser Besonderheit betroffen sind in der escritura cortesana die Buchstaben „h“, „i“, „m“, „n“, „q“, „s“, „y“ und „z“, teilweise auch „ҫ“, „g“, „p“ und „d“. In dieser Schreibweise liegen auch noch die Gemeinsamkeiten mit der escritura de albalaes.
Die escitura cortesana ist eine Minuskelschrift. Das bedeutet, dass sie in einem Vierlinienschema geschrieben wird. Die Buchstaben können somit Unter- und Oberlängen ausbilden.

### Die Buchstaben im Einzelnen
Das Alphabet hatte damals insgesamt 25 Buchstaben, davon waren fünf Vokale und 20 Konsonanten. Die Abbildungen der Buchstaben stammen aus den Anfängen der escritura cortesana. Später wurden teilweise noch andere Schreibformen ausgeprägt. Sie finden sich in der Alphabettabelle am Beginn des Artikels.
A: Dieser Buchstabe prägte in der escritura cortesana zwei Hauptformen aus: Einerseits existierte eine Form, die stark an unser geschriebenes, kleines „a“ erinnert. Andererseits schrieb man das „A“ auch auf eine Art und Weise, die einem Omega (Ω) ähnlich sieht.

B: Das große „B“ sah in der escritura cortesana genauso aus wie das heutige „B“. Auch das kleine „b“ ist seiner heutigen Ausprägung sehr ähnlich.  Manchmal endete die Oberlänge jedoch in einem Bogen, wodurch der Buchstabe dann wie eine Mischung aus Druck- und Schreibschrift-„B“ aussah.

C: Das damalige „C“ erinnert stark an das heutige. Ab und an wurde dem Bogen des „C“s noch eine senkrechte Linie hinzugefügt, welche das Innere des Bogens kreuzte. Außerdem gab es noch eine weitere Form: Teilweise wurde das „C“ in einer eckigen Variante ähnlich einem „r“ geschrieben, wodurch es für Verwechslungen anfällig wurde.

Ҫ: Siehe Beschreibungen zu C. Das Cedilla wurde durch einen kleinen Bogen gekennzeichnet, der unter dem „C“ startete und es dann über links einkreiste.

D: Für das große und kleine „D“ existieren verschiedene Schreibformen. Die Gebräuchlichste unter ihnen sieht dem heutigen „d“ entfernt ähnlich, ist jedoch viel geschwungener.

E: Vier primäre Formen bildete das „E“ aus: Hauptsächlich trat der Buchstabe in seiner heutigen Ausprägung auf, er konnte aber auch nur als kleiner Strich am vorangehenden Buchstaben geschrieben werden. Außerdem gab es eine Variante, die dem oben beschriebenen „A“ ähnelte und nur durch einen kleinen, waagerechten Strich ergänzt wurde. Zuletzt trat es noch in einer eckigen Form auf, die einem „r“ gleicht. Somit war es leicht mit einem „R“ oder einem „C“ verwechselbar. Letzteres besaß zur damaligen Zeit eine ähnliche Schreibweise. 

F: Das große „F“ erinnert an unser heutiges, allerdings ist es geschwungener in seiner Ausführung. Es gibt verschiedene Varianten, wobei jedoch die Grundfigur erhalten blieb. Das kleine „f“ weist in seiner Form keine Unterschied zu seinem heutigen Äquivalent auf.

G: Das große „G“ lehnte sich an ein „C“ an, jedoch weist der Bogen am oberen Ende mehr Schwung auf und am unteren Ende bildet er einen kleinen Halbkreis. Das kleine „g“ sah häufig dem heutigen „g“ sehr ähnlich. Es kam aber auch vor, dass es eher an ein „y“ erinnerte, dessen geöffneter Kopf durch einen waagerechten Strich geschlossen wird.

H: In der escritura cortesana kam das große „H“ einem heutigen kleinen „h“ gleich. Der einzige Unterschied bestand darin, dass es, im Gegensatz zum heutigen „h“, eine Unterlänge ausbildete. Darüber hinaus war es in seiner Schreibweise viel ausschweifender und schwungvoller.

I / J: Bis zum 15. Jahrhundert wird zwischen beiden Buchstaben keinerlei Unterschied gemacht. Beide wurden als einfache senkrechte Linie dargestellt, die oftmals auch eine Unterlänge besaß. Danach wurde das „I“ wie ein spiegelverkehrtes „S“, jedoch mit abgehakteren Bögen, und das „J“ wie ein „z“ in alter deutscher Schreibschrift geschrieben. Dadurch war es leicht mit dem richtigen „Z“ durcheinanderzubringen.

K: Dieser Buchstabe wurde so gut wie nie verwendet. Die Schreibweise stimmt mit der heutigen überein.

L: Zwei Ausprägungen dieses Buchstaben gab es: Die erste nahm sich sehr wenig zum damaligen „I/J“, weshalb Verwechslungsgefahr bestand. Die zweite Variante entsprach dem heutigen geschriebenen „l“. Im Laufe der Zeit neigte sich die Schlaufe immer weiter nach rechts, wodurch es für ein „e“ verkannt werden konnte.

M: Der Großbuchstabe weist große Ähnlichkeit zum heutigen auf. Auch das kleine „m“  entspricht vollkommen seinem jetzigen Äquivalent.

N: Hier gilt das Gleiche wie beim „M“. Eine Ausnahme gibt es aber: Später entwickelte sich noch eine zweite Schreibart dieses Buchstabens. Sie sah aus wie ein großes „H“, dessen rechte, senkrechte Linie in einer leicht geschwungenen Unterlänge endete.

O: Der Großbuchstabe unterscheidet sich nicht von seiner jetzigen Form. Beim kleinen „o“ kam es jedoch häufiger vor, dass das „o“ nach oben nicht geschlossen wurde.

P: Das große sowie das kleine „P“ waren sich sehr ähnlich. In der Anfangszeit der escritura cortesana wiesen sie noch große Gemeinsamkeiten zu ihren heutigen Entsprechungen auf. Später blieb der Kopf des „P“s nach oben hin geöffnet, wodurch es einem Gamma (γ) ähnelte.

Q: Das große „Q“ sah genauso aus wie das heutige, allerdings war der den Kreis kreuzende Strich etwas länger. Hohe Übereinstimmung mit der heutigen Variante wies ebenso das kleine „q“ auf. Es kam vor, dass die Unterlänge in einem Bogen nach links verlängert wurde.

R: Vier primäre Schreibarten bildete dieser Buchstabe aus: Stand ein „R“ am Beginn des Wortes, dann wurde es zu einem doppelten „R“ gemacht. Dafür verwendete man ein nicht mehr gebräuchliches Zeichen, das vage an eine Kreuzung aus V und R erinnert. Ansonsten konnte es als typisches „r“ oder ähnlich einem „z“ geschrieben werden. Die vierte Form wird auch als martillo (= span. für „Hammer“) bezeichnet. Der Name leitet sich von der an einen Hammer erinnernden Schreibweise ab.

S: Das „S“ kann auf verschiedene Arten geschrieben werden. Die erste Variante besteht aus einer – eine Ober- und Unterlänge einschließenden – senkrechten Linie, die häufig am oberen Ende in einer Schlaufe beginnt. Sie wird als „hohes S“ bezeichnet. Außerdem schrieb man das „S“ noch in seiner heutigen Form. Die dritte Alternative erinnert stark an ein Sigma (σ).

T: Das „T“ erinnert an das heutige, allerdings wurde sein senkrechte Strich in einem Bogen nach rechts verlängert. In den späteren Jahren der cortesana-Periode fügte man diesem „t“ bereits einen kleinen waagerechten Strich hinzu, der das „t“ kreuzte und es so seiner jetzigen Ausprägung näher brachte.

U / V: Diese Buchstaben wurden miteinander austauschbar verwendet. Beide erinnern stark an ihre heutigen Formen. Häufig begann der erste Strich des „V“s in einer Oberlänge, die dem Buchstaben mehr Schwung verlieh.

X: Es wurde zwar schon in seiner heute üblichen Ausprägung geschrieben, gebräuchlicher war aber eine Schreibweise, die eher an ein „Y“ erinnert. Tatsächlich sah es diesem sogar so ähnlich, dass es leicht damit verwechselt werden konnte. Außerdem gab es noch eine weitere Schreibweise, die insbesondere dann genutzt wurde, wenn eine Zahl ausgedrückt werden sollte (X = römische Zahl für zehn).  Dann sah das „X“ wie eine Mischung aus „e“ und „l“ aus.

Y: Zum heutigen Y gibt es nur den Unterschied, dass die Unterlänge in einem Bogen nach rechts enden konnte oder über links um den Buchstaben geführt wurde. Aufgrund der beinahe identischen Form konnte das „Y“ leicht für ein „X“ gehalten werden.

Z: Sowohl der Groß- als auch der Kleinbuchstabe konnte entweder als „S“ oder als „Z“ geschrieben werden. Später bildete sich eine weitere Variante heraus, die dem „z“ der alten deutschen Schreibschrift entspricht und damit dem damaligen „J“ sehr ähnelte.

### Besonderheiten
Die escritura cortesana war insbesondere deshalb so schwer zu lesen, weil sich viele Buchstaben in ihrer Ausführung sehr ähnelten. So konnten beispielsweise „J“ und „Z“, „E“, „R“, „C“ und „L“ oder auch „X“ und „Y“ leicht miteinander verwechselt werden.
Außerdem wurde die Leserlichkeit durch die vielen Nexus erschwert. Das sind besondere Verbindungen zwischen bestimmten Buchstaben, um die Schreibgeschwindigkeit zu erhöhen. Beispielsweise kam es häufig vor, dass man ein „r“ in Form einer hochgestellten Schlaufe an den vorangehenden Buchstaben setzte. Die Kombination aus „c“ und „o“ sah aus wie ein Unendlichzeichen (∞), während ein „an“ schnell zum At (@) wurde. Auf diese Weise kamen nochmals Schreibweisen für die einzelnen Vokale und Konsonanten hinzu. Jedoch wurden sie nur in bestimmten Buchstabenkombinationen angewendet.

## Zahlen
In Spanien nutzte man erstmals zu Beginn des 16. Jahrhunderts arabische Zahlen. Vorher wurden Zahlen immer ausgeschrieben. In der escritura cortesana kommen somit beide Schreibweisen vor. Vielfach wurden auch Mengen mit den römischen Zeichen abgekürzt. Zum Beispiel wurde für tausend ein „M“ oder für zehn ein „X“ geschrieben.
Datumsangaben erfolgten häufig nach dem folgenden Muster: ... dias del mes de ... de ... años (= span. für „... Tage des Monats ... des ...ten Jahres“).

## Abkürzungen

Abkürzungen und ihre Bedeutungen

Aus Platz- und Zeitgründen wurden in den damaligen Dokumenten sehr viele Abkürzungen verwendet. Außerdem war Papier teuer. Je mehr auf ein Blatt kam, desto besser war es. Die einzige Ausnahme bildeten die professionellen Schreiber, die pro beschriebene Seite bezahlt wurden und deshalb lieber groß und ausschweifend schrieben. Im Gegensatz zu anderen Schreibschriften war die escritura cortesana nicht ganz so anfällig für Abkürzungen. Dennoch sind die Texte oft mit ihnen durchsetzt.
Es müssen zwei verschiedene Arten von Abkürzungen unterschieden werden:
- Einerseits gibt es Abkürzungen für einzelne Silben. Das sind meist spezielle Zeichen, die nur in diesem Zusammenhang verwendet werden. Häufig durch ein solches Abkürzungszeichen ersetzt wurden zum Beispiel „que“, „qui“, „par“, „con“ oder „ser“. Die Silbe „pre“ wurde etwa als Gamma (γ) geschrieben, das nochmals in einer Rechtsschlaufe endete.

- Außerdem gab es die Wortabkürzungen. Hierbei wurden vor allem lange Wörter mithilfe einer Kombination aus wenigen Buchstaben dargestellt. Häufig war es, dass dabei einzelne Silben und vor allem Vokale wegfielen. Besonders viele dieser Abkürzungen gibt es für weitverbreitete Vor- und Nachnamen, für Monate, Berufsbezeichnungen und Währungen. Einige dieser Abkürzungen haben sich bis heute bewahrt, so beispielsweise „n°“ für número (span. für „Nummer“) oder „Da“ für doña (span für „Frau“, „Dame“). Folgend eine Auswahl damals gängiger Abkürzungen:

- Bme = Bartolomé
- caa = carta
- canallos = cavalleros
- capn = capitán
- ҫibd = ҫibdad
- co = consejo
- conor = contador
- da = doña
- Dgo = Diego
- dha, dhas, dho, dhos = dicha, dichas, dicho, dichos
- dl, dlos, dla, dlas = del, delos, dela, delas
- dos = doscientos
- esrno / esruo = escrib(u)ano
- Fco / Fraco = Francisco
- Ga = García
- gor / goor = gobernador
- gra / graa = gracia
- home = hombre
- Lz = López
- Ma = Mária
- Maa = María
- m̧d= merced
- mrs = maravedis
- nra, nras, nro, nros = nuestra, nuestras, nuestro, nuestros
- no / numo = número
- otas = otras
- qal = qual
- qe / q = que
- qnientas = quinientas
- veҫo / veҫio = vecino
- Xo / Xpo = Christo

## Orthografie

### Rechtschreibung
In der damaligen Zeit existierte für das Spanische noch keine einheitliche Rechtschreibung. Demzufolge wird sie in den Dokumenten sehr variabel gehandhabt. Antonio de Nebrija hatte seine Gramática de la lengua castellana, die erste spanische Grammatik überhaupt, zwar 1492 veröffentlicht, dennoch hatte das zu diesem Zeitpunkt noch keinen großen Einfluss auf die Einheitlichkeit der spanischen Sprache. Auffällig im Vergleich mit der heutigen Rechtschreibung sind insbesondere folgende Schreibweisen:
- Ein großes „R“ zu Beginn eines Wortes wurde als doppeltes „R“ geschrieben.
- Die Buchstaben „U“ und „V“ wurden miteinander austauschbar verwendet. Außerdem kam es vor, dass der Schreiber ein „N“ schrieb, obwohl eigentlich ein „U“ oder „V“ an dieser Stelle verlangt war. Dieses Phänomen war auch umgekehrt möglich.
- Häufig steht für „h“ noch „f“, so schrieb man manchmal beispielsweise „fagan“ anstatt „hagan“.
- Teilweise wurden einzelne Wörter zusammengeschrieben. Beispiel: „enlas“ statt „en las“.
- Statt des heutigen „y“ (= span. für „und“) schrieb man damals „e“.
- Die in der escritura de albalaes noch gängige Doppelung von „F“ und dem „hohen S“ gab es in der escritura cortesana nicht mehr.[25]

### Interpunktion
Die Schreiber nutzten im 15. und 16. Jahrhundert so gut wie gar keine Interpunktion. Weder Dokumente in escritura cortesana noch in escritura procesal wurden interpunktiert. Erst mit der Einführung der escritura itálica wurden wieder Satzzeichen gesetzt. Ende des 17. Jahrhunderts hatten sich die Satzzeichen dann vollständig in Spanien durchgesetzt.

### Akzente
In der escritura cortesana wurden keine Akzente benutzt. Allerdings wurden die „C“s in den Silben „ca“, „co“ oder „cu“ mit einer Cedilla versehen, damit klar war, dass sie als [k] und nicht als [θ] gesprochen werden. Das „C“ wird dann also nicht wie das deutsche „K“, sondern eher wie ein „Z“ oder ein englisches „th“ gesprochen. Die Cedilla bestand aus einem Kringel unter dem „C“, der manchmal bis über den Buchstaben verlängert eine Abkürzung anzeigte oder eine Verbindung zum folgenden Buchstaben darstellte. Diese Tradition wurde bald so allumfassend, dass auch die Silben „ce“ und „ci“ mit der Cedilla versehen worden sind. Diese Silben brauchen normalerweise keine gesonderte Kennzeichnung, da das „C“ vor einem „E“ oder einem „I“ im Spanischen ohnehin als [θ] gesprochen wird.

## Stilistische Besonderheiten
Häufig ist in den in escritura cortesana abgefassten Dokumenten mit speziellen sprachlichen Formeln gearbeitet worden. Ein Beispiel für eine sehr gebräuchliche Grußformel ist „sepan cuantos esta carta vieren“ (= span. für „An diejenigen, die diesen Brief lesen“). Viele dieser Formeln sind allerdings auch in den anderen, zur damaligen Zeit in Spanien gebräuchlichen Schreibschriften verwendet worden.
Außerdem wurden viele Dokumente mit einem einfachen Kreuz oder einem Chrismon, einem kirchlichen Symbol, versehen.

Offizielle Dokumente trugen die Unterschriften des Schreibers und desjenigen, in dessen Name das Dokument verfasst worden war.

Um die Authentizität eines Dokumentes zu bekräftigen, wurden überdies häufig Siegel (sellos) oder Gegensiegel (contrasellos) darauf angebracht, die aus Wachs, aber auch aus verschiedenen Metallen, zum Beispiel Blei, sein konnten. Die spanischen Könige verwendeten vorwiegend Bleisiegel. Die Siegel der Katholischen Könige Ferdinand II. und Isabella I. zeigten auf der rechten Seite das Profil der auf dem Thron sitzenden Königin und auf der linken den König zu Pferde. Ab dem 15. Jahrhundert ersetzten die Unterschriften allmählich die Siegel.

## Beispiel
Dieses Schriftstück stammt vom 2. Juli 1501. Obwohl es höchstwahrscheinlich von einem Schreiber verfasst worden ist, gelten als die rechtlichen Urheber die Katholischen Könige Ferdinand II. und Isabella I.
Transkription:
El Rrey e la Rreyna

Dokument in escritura cortesana der Katholischen Könige

Deuoto padre prior del monasterio de San Pedro Martyr dela ҫibdad de Toledo, e Gracian de Verlan/ ga, que aueis cargo de hazer enpremir las bulas dela Santa Cruzada que nuestro muy Santo/ Padre nos concedió esta postrimera ves, nos vos encargamos e mandamos que deys/ a Bartolome de Ҫuloaga, nuestro contador de lo extrahordinario, copia firmada de vuestros nombres/ de todas las bulas que se han dado y dieren a los thesoreros e rreҫebtores que tienen cargo delas/ fazer pedricar e destribuir, asy en estos nuestros Rreynos e senorios de Castilla,/ como en los Rreynos daragon e Seҫilia, e otras partes, porque a nuestro seruicio cumple que el tenga/ rrazon de todo ello: e non fagades ende al. Fecha enla ҫibdad de Granada e dos/ dias del mes de Julio de quinientos e vn años.
Yo el Rrey
Yo la Rreyna